# Deutsche Industrie- und Handelskammer in Marokko
Die Deutsche Industrie- und Handelskammer in Marokko (DIHK in Marokko oder AHK Marokko) ist eine vom Deutschen Industrie- und Handelskammertag (DIHK) anerkannte deutsche Auslandshandelskammer. Das Netz der deutschen Auslandshandelskammern umfasst inzwischen 140 Standorte in 92 Ländern.

## Geschichte
Die AHK Marokko wurde 1997 in Casablanca gegründet. Sie wird nach außen vom Präsidenten und dem Geschäftsführer (Geschäftsführendes Vorstandsmitglied) vertreten. Die laufenden Geschäfte werden vom „Directeur Général“ (Geschäftsführendes Vorstandsmitglied) geführt. Gründungspräsident war Fritz Koring und erster Geschäftsführer Olaf Kleinstück. Aktueller Geschäftsführer ist Andreas Wenzel. Derzeitiger Präsident ist Mazen Sowan. Sie hat 22 Mitarbeiter und über 700 Mitglieder (Stand 2022).

## Aufgaben
Die DIHK in Marokko fördert seit ihrer Gründung die Wirtschaftsbeziehungen zwischen Marokko und Deutschland und vereint dabei drei Funktionen: Sie ist offizieller Vertreter der deutschen Wirtschaft in Marokko. Gleichzeitig ist sie Mitgliederorganisation für bilateral tätige Unternehmen und bietet zudem vor allem deutschen und marokkanischen Unternehmen Dienstleistungen zur Unterstützung ihrer Geschäftstätigkeit an.
Über 700 Mitgliedsunternehmen und -organisationen schaffen auf der Basis einer freiwilligen Mitgliedschaft eine Vernetzung zur Förderung von Informations- und Erfahrungsaustausch sowie Partnersuche. Meist im engen Verbund mit anderen europäischen Kammern werden auch die Interessen der Mitgliedsunternehmen gegenüber marokkanischen Stellen verfolgt.
Im Auftrag des Bundesministeriums für Wirtschaft und Energie (BMWi) fördert sie die bilateralen Wirtschaftsbeziehungen. Sie unterstützt ihre Unternehmen bei Markteintritt, Geschäftsauf- und -ausbau, rechtlichen Fragestellungen, Veranstaltungsservice sowie der Gründung von Niederlassungen in Marokko. Als offizielle Vertretung mehrerer deutscher Messen unterstützt sie auch bei Beteiligungen an deutschen Messen. Als Non-Profit-Organisation mit offiziellem Auftrag wird sie neutral und nicht interessensgeleitet tätig.